# Prem Katha
Prem Katha indyjski film w języku telugu wyreżyserowany w 1999 roku przez Ram Gopal Varma.

## Obsada
- Sumanth – Suribabu
- Antara Mali – Divya
- Manoj Bajpai – Sankaram
- Giribabu – Janaki Ramayya, the landlord
- Raadhika – Subhadra, matka Suribabu
- Narasimha Raju – ojciec Suribabu